# Federația de Fotbal a Insulelor Solomon
Asociația de fotbal a Insulelor Solomon este forul conducător oficial al fotbalului în Insulele Solomon. Este afiliată la FIFA și la OFC din 1988.